# Matthias Preusser

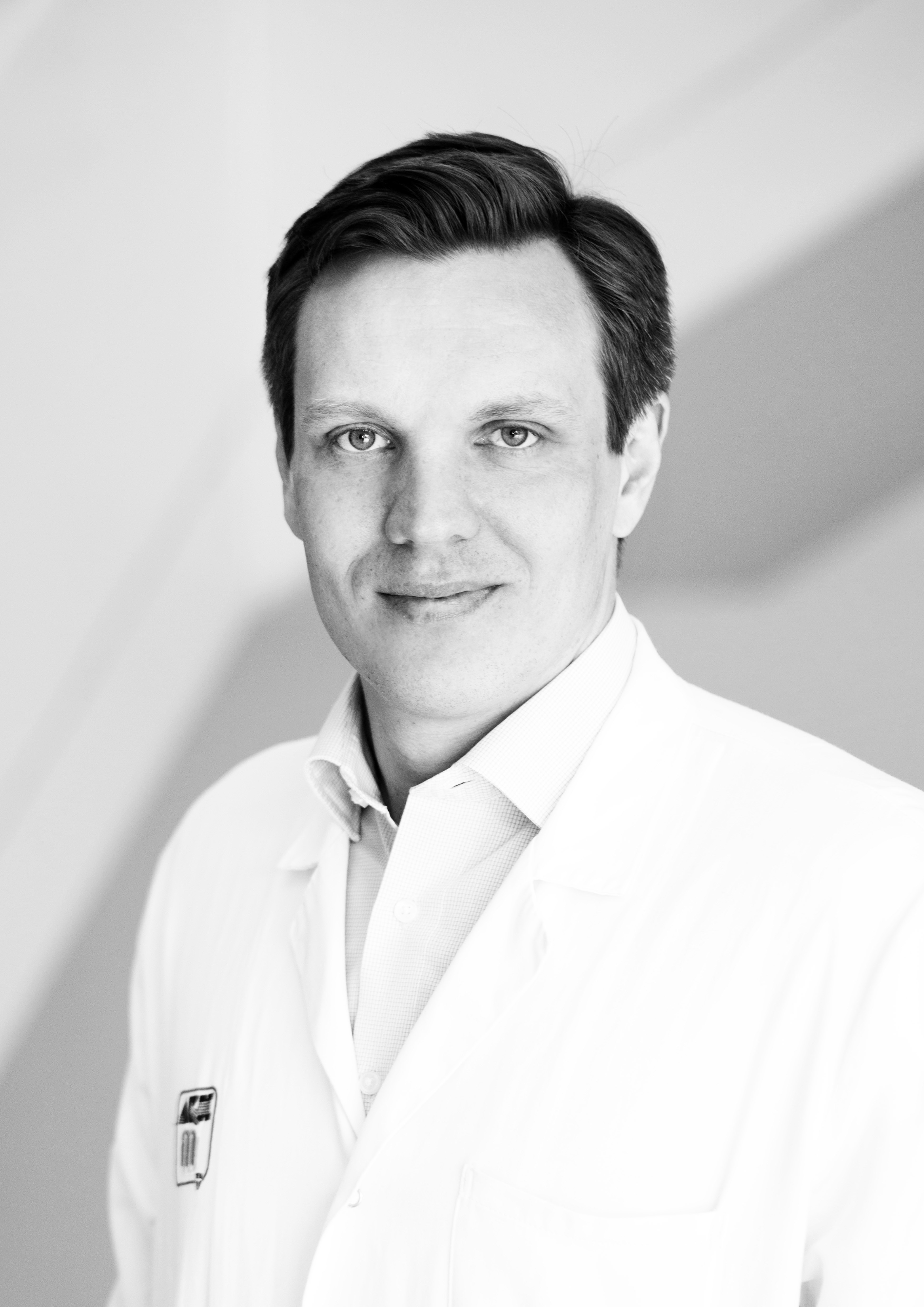
Matthias Preusser (2016)

Matthias Preusser (* 29. Oktober 1976 in Mödling) ist ein österreichischer Onkologe und Universitätsprofessor für Internistische Onkologie. Er ist Leiter der Klinischen Abteilung für Onkologie an der Medizinischen Universität Wien. Er ist bekannt für seine Arbeiten zu Neuroonkologie, molekularen Therapietargets, Biomarkern und Immuntherapie von Krebs.

## Leben
Preusser studierte an der Medizinischen Fakultät der Universität Wien Medizin, promovierte 2003 und ist Facharzt für Innere Medizin, Hämatologie und Onkologie. Im Jahre 2009 folgte seine Habilitation im Bereich experimenteller Onkologie (Thesis: Analysis of Biomarkers in Brain Tumours) und 2016 in Innerer Medizin (Thesis: Personalized therapy of cancer). Preusser ist Koordinator der Hirntumor-Unit des Comprehensive Cancer Center – Central Nervous System (CCC-CNS). Ab 2009 folgten Auslandsaufenthalte am Deutschen Krebsforschungszentrum in Heidelberg sowie am Memorial Sloan-Kettering Cancer Center, New York. Mit 1. Oktober 2018 wurde Preusser zum Universitätsprofessor für Internistische Onkologie und mit 1. November 2018 zum Leiter der Klinischen Abteilung für Onkologie an der Medizinischen Universität Wien berufen. Preusser fungiert als Präsident der European Association of Neuro-Oncology (EANO) 2021/22 und als Vorsitzender der European Organisation for Research and Treatment of Cancer (EORTC) Brain Tumor Group.

## Wissenschaftlicher Beitrag
Preussers wissenschaftliche Arbeit befasst sich mit der Identifizierung von molekularen Veränderungen mit prognostischer und therapeutischer Relevanz in Gehirntumoren. Seine Arbeiten zur Bedeutung des MGMT Gens (O6-Methylguanin-DNA-Methyltransferase), des IDH Gens (Glioblastom) und des BRAF Gens (Raf) in Gliomen und Gehirnmetastasen sowie zum Immunphänotyp und zur Rolle von PD-L1 werden häufig zitiert. Er ist Co-Autor der derzeit gültigen WHO-Klassifikation der Hirntumore, die als international anerkannte Standardreferenz gilt. Der Onkologe leitet mehrere klinische Studien zu Immuntherapie von Krebs und eine internationale, randomisierte Therapiestudie zu hochgradigen Meningiomen. Er publizierte Arbeiten zur Testung und Prävention von SARS-CoV-2 Infektionen und COVID-19 bei Krebspatienten.

## Mitgliedschaften in internationalen wissenschaftlichen Vereinigungen
- European Society of Medical Oncology[12]
- European Organisation for Research and Treatment of Cancer[13]
- European Association of Neurooncology[14]
- Society of Austrian Neurooncology[15] (Gründungsmitglied und erster Sekretär)
- Österreichische Gesellschaft für Hämatologie & Medizinische Onkologie[16]
- Central European Cooperative Oncology Group[17]

## Ehrungen und Auszeichnungen
- 2008 Forscher des Monats (MedUni Wien)[18]
- 2009 Kardinal-Innitzer-Förderungspreis für Human- und Veterinärmedizin
- 2009 Sybille-Assmus-Preis für Neuro-Onkologie, Heidelberg[19]
- 2011 EANO Fellowship Grant[20]
- 2010 und 2013 Förderpreis der Stadt Wien[21]

## Publikationen
Bücher
- Anton Luger, Leopold Öhler, Matthias Preusser (Hrsg.): Innere Medizin – Symptome und klinische Probleme. 2. Auflage. Facultas, 2010, ISBN 978-3-7089-0617-1.